# Shalim Ortiz
Shalim Gerardo Ortiz Goyco (* 26. února 1979, San Juan, Portoriko) je portorický zpěvák a herec.

## Kariéra
První role přišla v roce 2001 s rolí Miguela Delgada v seriálu S Club 7 v Hollywoodu. Hostující role si zahrál v seriálech jako Lizzie McGuire, Cory in the House, Kriminálka Miami nebo Odložené případy. V roce 2007 si zahrál Alejandra Herrera v sedmi dílech seriálu Hrdinové. V roce 2009 si zahrál v televizním filmu stanice Hallmark V očekávání zázraku. Ve stejném roce si zahrál ve dvou dílech limitovaného seriálu stanice Lifetime Past na ženicha. V roce 2011 se připojil k obsazení španělské telenovely Una Maid en Manhattan. V roce 2018 získal jednu z hlavních rolí dramatického seriálu stanice ABC Grand Hotel.

## Osobní život
V roce 2008 si vzal Leslie Ann Machadu. Dvojice se rozvedla v roce 2017. Spolu mají tři děti: Liama Michaela (narozen 8. září 2009) a dvojčata Nicholase a Evana (narozeni 7. dubna 2015).

## Filmografie

### Film
| Rok  | Název                               | Role          | Poznámky            |
| ---- | ----------------------------------- | ------------- | ------------------- |
| 2007 | Spin                                | Carlos        |                     |
| 2007 | Yuniol                              | Yuniol        |                     |
| 2008 | The Art of Travel                   | Carlos Bullet |                     |
| 2008 | The Winged Man                      | muž           | krátkometrážní film |
| 2008 | Partigiano                          |               |                     |
| 2009 | Gurdian                             | Wally         |                     |
| 2009 | Touched                             | Jimmy         |                     |
| 2011 | Jackie Goldberg Private Dick        | Jesus         |                     |
| 2012 | Silver Case                         | Tuco          |                     |
| 2012 | Veterán                             | Frank Vega    |                     |
| 2013 | Reencarnación: Una historia de amor | Alejandro     |                     |
| 2013 | Pánico 5 Bravo                      | Rafael        |                     |
| 2014 | Dame tus ojos                       | David         |                     |
| 2016 | Loki 7                              | Alex Rivera   |                     |
| 2016 | American Curious                    | Raúl          |                     |

### Televize
| Rok       | Název                   | Role                  | Poznámky                            |
| --------- | ----------------------- | --------------------- | ----------------------------------- |
| 2001      | S Club 7 v Hollywoodu   | Miguel Delgado        | 2 díly                              |
| 2002      | Lizzie McGuire          | Carlos                | díl: „El oro de Montezuma“          |
| 2002      | Al salir de clase       | Himself               | díl: „Errores del pasado“           |
| 2004      | Nezkrotná Lucía         | Shalim                |                                     |
| 2007      | Cory in the House       | Nanoosh               | díl: „No, No, Nanoosh“              |
| 2007      | Hrdinové                | Alejandro Herrera     | 7 dílů                              |
| 2008      | Wanna Be Me!            | Desiderio Lopez       | TV film                             |
| 2008      | 30 Days 'Til I'm Famous | Guido                 |                                     |
| 2008      | Kriminálka Miami        | Mario Vega            | díl: „Osudová nevěra“               |
| 2009      | V očekávání zázraku     | Juan Salazar          | TV film                             |
| 2009      | Odložené případy        | Gonzalo Luque         | díl: „Sen o svatbě“                 |
| 2009      | Past na ženicha         | Pablo Hernandez       | TV film                             |
| 2011      | El octavo mandamiento   | Iñaki Arriaga         |                                     |
| 2011      | Morir en Martes         | Dr. Adrian Ortiz      | 2 díly                              |
| 2012      | XY                      | José García Roble Jr. | 7 dílů                              |
| 2011–2012 | Una Maid en Manhattan   | Frank Varela          | 167 dílů                            |
| 2013      | Dama y obrero           | José Manuel Correal   |                                     |
| 2013      | Město divů              | Antonio Rivas         | 5 dílů                              |
| 2016–2017 | Señora Acero            | Arturo Sánchez        | vedlejší role (3.–4. řada), 84 dílů |
| 2016      | Hráči                   | Manny                 | 2 díly                              |
| 2017      | La Piloto               | Dean Simpson          | vedlejší role (1. řada), 26 dílů    |
| 2017      | Las Reinas              | Lorenzo De La Reina   | díl: „Absolutely Miami“             |
| 2017      | La Hermandad            | Mubarak               | vedlejší role (2. řada), 5 dílů     |
| 2018      | Tres Milagros           | Brayan                | vedlejší role (1. řada), 8 dílů     |
| 2019      | Grand Hotel             | Mateo                 | hlavní role, 13 dílů                |